# 툴민 논증모형
다음은 툴민 논증모형에 관한 설명이다.
스티븐 툴민은 전통적 논증법이 학문의 영역에만 머물러 있으며 실용적이지 못하다는 점을 비판하며 기존의 관점에 반하는 실용 논증법을 개발하였다. 툴민의 논증법의 핵심은 이미 증명된 명제가 새로운 명제를 뒷받침할 수 있다는 것이다. 이전의 이론적 논증에서 근거에 기반하여 주장에 도달하였다면, 툴민의 논증법에서는 명제를 이미 증명된 논리를 통해 증명한다. 툴민의 논증법을 그림으로 나타내자면 아래와 같다.
|  |

툴민은 논증이 성공하려면 주장에 대한 명확한 증명이 필요하다고 생각했다. 주장에 대한 증명이 명확하고 논리적이면 어떠한 비판에도 버틸 수 있을 것이라고 생각했기 때문이다. 특히 그는 논증의 힘을 키우기 위해서는 논거를 보강하는 것보다, 논거와 주장의 연결고리를 강화하는 것이 더 좋다고 생각했다. 툴민은 <<논증의 사용(1958)>>에서 논증의 요소로 주장, 자료, 보장, 뒷받침, 수식어, 제한조건 총 여섯 가지를 들었는데, 아래와 같다.

### 일차적인 요소
주장은 결론이다. 자료는 주장을 뒷받침하는 토대이다. 보장은 이미 증명되어 있는 명제로, 자료에서 주장으로의 연결고리를 만들어준다.

### 이차적인 요소
뒷받침(보강)은 보장을 뒷받침하는 증거다. 보장이 옳은 명제일지라도 뒷받침을 통해 보장을 증명하여 보강할 수 있다.
수식어는 명제에 대한 화자의 확신의 정도를 나타내주는 지표다.
화자는 ‘반드시 A가 반장이 되어야 한다.’고 이야기할 수도 있지만
‘A가 반장이 되는 것이 좋을 것 같다’라고 이야기 할 수도 있다.
앞의 문장에 비해 뒤의 문장은 화자가 명제에 대해 덜 확신하고 있는데,
이처럼 화자의 확신의 정도를 나타내주는 말을 수식어라고 한다.
제한 조건은 명제가 성립하기 위한 조건을 제시한다.
앞의 주장 ‘정환이가 반장이 되어야 한다’에 대한 제한 조건으로는
'A가 품행이 바르지 않은 아이가 아니라면' 등을 들 수 있겠다.
(반증으로 언급되기도 한다)
일차적인 요소는 모든 논증에 반드시 필요하며, 만약 하나라도 부족할 경우, 논증이 성립하지 않는다. 그에 반해 이차적인 요소는 모든 논증에 필요한 것은 아니나, 논증의 논리를 강화하기 위해 쓰인다. 툴민의 논증 모형은 수사학과 컴퓨터 프로그래밍등에 많이 쓰인다.

## 같이 보기
- EBD(증거기반설계)